# K+S
K+S AG (dawniej Kali und Salz GmbH) – niemieckie przedsiębiorstwo z siedzibą w Kassel, działające w branży chemicznej. Jest największym europejskim dostawcą produktów potasowych i magnezowych stosowanych do produkcji nawozów, a także, po przejęciu Morton Salt, największym na świecie producentem soli. Produkuje i dystrybuuje także inne nawozy mineralne (m.in. wytwarzane z soli magnezowych), gleby ogrodnicze i inne składniki odżywcze dla roślin.

## Historia
K+S zostało założone w 1898 jako Aktiengesellschaft für Bergbau und Tiefbohrung i zostało przemianowane na Salzdetfurth AG w 1899 r. Po połączeniu z działem zajmującym się wytwarzaniem produktów potasowych i magnezowych Wintershall (spółki zależnej BASF) spółka zmieniła nazwę na Kali und Salz (Kalium oznacza potas, natomiast Salz sól w języku niemieckim)
W 1999 r. spółka zmieniła nazwę na K+S. K+S rozszerzyło swoją działalność na skalę międzynarodową i jest obecne w 15 krajach: Austrii, Belgii, Czechach, Francji, Grecji, Hiszpanii, Holandii, Niemczech, Polsce, Portugalii, Szwajcarii, Szwecji, Wielkiej Brytanii i Włoszech w Europie oraz w Chile w Ameryce Południowej, a także w Kanadzie i Stanach Zjednoczonych w Ameryce Północnej.